# Morgan Andersson
Sven Morgan Andersson, född 23 februari 1934 i Lundby församling, Göteborg, död 4 juli 1977 i Katarina församling i Stockholm, var en svensk skådespelare.

## Biografi
Andersson studerade vid Terserus teaterskola och kom till Dramatens elevskola 1958. Han började vid TV-teatern 1965 och frilansade därefter på olika Stockholmsteatrar. Morgan Andersson är begravd på Skogskyrkogården i Stockholm.

## Filmografi
- 1960 – På en bänk i en park
- 1962 – Raggargänget
- 1962 – Åsa-Nisse på Mallorca
- 1963 – Sten Stensson kommer tillbaka
- 1964 – Käre John
- 1965 – Väntande vatten (kortfilm)
- 1966 – Ormen
- 1966 – Operation Argus (TV-serie)
- 1966 – Asmodeus
- 1966 – Woyzeck
- 1966 – Farfar till häst
- 1966 – Tartuffe
- 1967 – Fadren
- 1967 – Drottningens juvelsmycke (TV-teater)
- 1967 – Picknick på slagfältet

## Teater

### Roller (ej komplett)
| År   | Roll                              | Produktion                                                      | Regi             | Teater         |
| ---- | --------------------------------- | --------------------------------------------------------------- | ---------------- | -------------- |
| 1954 | Herr Rasemutte                    | Apollo från Bellac Jean Giraudoux                               | Knut Lindblad    | Atelierteatern |
| 1958 | Immigrationspolis                 | Utsikt från en bro Arthur Miller                                | Alf Sjöberg      | Dramaten       |
| 1960 | Kornelius                         | Hamlet William Shakespeare                                      | Alf Sjöberg      | Dramaten       |
| 1961 | Bigot Chatillon, franskt sändebud | Kung John (The Life and Death of King John) William Shakespeare | Alf Sjöberg      | Dramaten       |
| 1962 | Löjtnant Cox                      | Resan (Le voyage) Georges Schehadé                              | Alf Sjöberg      | Dramaten       |
| 1963 | Göring                            | Svejk i andra världskriget Bertolt Brecht                       | Alf Sjöberg      | Dramaten       |
| 1963 | Jemmy Muddrarn                    | Tiggarens opera John Gay                                        | Per-Axel Branner | Dramaten       |
| 1964 | Vapentjänaren                     | Tre knivar från Wei Harry Martinson                             | Ingmar Bergman   | Dramaten       |
| 1965 | Tygmästaren                       | Mutter Courage Bertolt Brecht                                   | Alf Sjöberg      | Dramaten       |

### Fotnoter
1. ↑  ”Morgan Andersson - SFdb”. https://www.svenskfilmdatabas.se/sv/item/?type=person&itemid=66323. Läst 22 september 2012.
2. ↑  Dagens Nyheter, 23 juli 1977, sid. 11
3. ↑  SvenskaGravar
4. ↑  ”Apollo från Bellac, 1954 :: föreställning”. Carlotta. http://samlingar.goteborgsstadsmuseum.se/carlotta/web/object/681570. Läst 18 juli 2019.
5. ↑  ”Tre knivar från Wei”. Stiftelsen Ingmar Bergman. http://ingmarbergman.se/verk/tre-knivar-från-wei. Läst 21 oktober 2015.